# Liste von Porno-Parodien
Dies ist eine Liste von Pornofilm-Parodien, die bekannte Werke, Ereignisse oder Personen als Thema haben und diese pornografisch parodieren.
| Titel                                                                              | Alternativtitel | Basiert auf/Parodiert                                                                             | Jahr | Vertrieb                     |
| ---------------------------------------------------------------------------------- | --- | ------------------------------------------------------------------------------------------------- | ---- | ---------------------------- |
| 24 XXX: An Axel Braun Parody                                                       | | 24                                                                                                | 2014 | Vivid                        |
| 30 Rock: A XXX Parody                                                              | Thirty Rock: A XXX Parody | 30 Rock                                                                                           | 2009 | New Sensations               |
| 70s Show: A XXX Parody                                                             | | Die wilden Siebziger!                                                                             | 2009 | New Sensations               |
| 9 1/2 Weeks: An Erotic XXX Parody                                                  | | 9½ Wochen                                                                                         | 2014 | Adam & Eve                   |
| A-Team XXX                                                                         | The A-Team: A XXX Parody | A-Team                                                                                            | 2010 | Adam & Eve                   |
| Addams Family: An Exquisite Films Parody                                           | The Addams Family XXX / The Addams Family: An Exquisite Films Parody                                                                           | Addams Family                                                                                     | 2011 | Exquisite                    |
| Adventures of Batman and Robin 2                                                   | A ColbyKnox Parody - The Adventures of Batman and Robin Part 2 / The Adventures of Batman and Robin Part 2                                     | Batman und Robin                                                                                  | 2017 | colbyknox.com                |
| Adventures of Batman and Robin: A Colby Knox Parody                                | The Adventures of Batman and Robin | Batman und Robin                                                                                  | 2018 | Colby Knox                   |
| American Dad XXX: An Exquisite Films Parody                                        | | American Dad                                                                                      | 2011 | Exquisite                    |
| American Hustle XXX: A Parody                                                      | American Hustle XXX Porn Parody | American Hustle                                                                                   | 2014 | Smash Pictures               |
| American Werewolf In London XXX: Porn Parody                                       | | American Werewolf                                                                                 | 2011 | Smash Pictures               |
| Anals of Parody                                                                    | | Zusammenstellung                                                                                  | 2013 | Hustler Video                |
| Anchorman: A XXX Parody                                                            | | Anchorman – Die Legende von Ron Burgundy                                                          | 2011 | New Sensations               |
| Anchorwoman: A XXX Parody                                                          | | Anchorman – Die Legende von Ron Burgundy                                                          | 2015 | Digital Playground           |
| Apocalypse X                                                                       | | Apocalypse Now                                                                                    | 2014 | Digital Playground           |
| Ash Fucks Misty: A XXX Pokemon Porn Parody                                         | | Pokémon                                                                                           | 2013 | Ultima Entertainment         |
| Assventure Time - The XXX Parody                                                   | | Adventure Time – Abenteuerzeit mit Finn und Jake                                                  | 2016 | woodrocket.com               |
| Atomic Babe XXX Parody                                                             | | Atomic Blonde                                                                                     | 2017 | fakehub.com                  |
| Austin Powers XXX: A Porn Parody                                                   | | Austin Powers                                                                                     | 2014 | Vivid                        |
| Avengers vs. X-Men XXX: An Axel Braun Parody                                       | | Avengers vs. X-Men                                                                                | 2013 | Vivid                        |
| Avengers XXX: A Porn Parody                                                        | | Marvel’s The Avengers                                                                             | 2012 | Vivid                        |
| BabeZZ Watch: A XXX Parody                                                         | | Baywatch – Die Rettungsschwimmer von Malibu                                                       | 2017 | Brazzers Network             |
| Baewatch: An XXX Parody                                                            | | Baywatch – Die Rettungsschwimmer von Malibu                                                       | 2017 | babes.com                    |
| Barbarella: An Axel Braun Parody                                                   | | Barbarella                                                                                        | 2015 | Wicked Pictures              |
| Barbarella: A Kinky Parody                                                         | | Barbarella                                                                                        | 2014 | Kink                         |
| Barely Blue Velvet: a XXX Parody                                                   | | Barely Blue Velvet                                                                                | 2013 | Pulse Distribution           |
| BatFXXX: Dark Knight Parody                                                        | Bat Fucks: Dark Night (Original Title) / Batfuck                                                                                               | The Dark Knight                                                                                   | 2010 | Bluebird Films               |
| Batgirl XXX: An Extreme Comixxx Parody                                             | | Batgirl                                                                                           | 2012 | Extreme Comixxx              |
| Batman And Robin: An All-Male XXX Parody                                           | | Batman und Robin                                                                                  | 2012 | Manville Entertainment       |
| Batman V Superman: A Gay XXX Parody 2                                              | Batman V Superman: A Gay XXX Parody Part 2 | Batman v Superman: Dawn of Justice                                                                | 2016 | MEN.com                      |
| Batman V Superman: A Gay XXX Parody 3                                              | Batman V Superman: A Gay XXX Parody Part 3 | Batman v Superman: Dawn of Justice                                                                | 2016 | MEN.com                      |
| Batman V. Superman XXX: An Axel Braun Parody                                       | | Batman v Superman: Dawn of Justice                                                                | 2015 | Wicked Pictures              |
| Batman v Superman: A Gay XXX Parody                                                | | Batman v Superman: Dawn of Justice                                                                | 2016 | MEN.com                      |
| Batman V Superman: A Gay XXX Parody 1                                              | Batman V Superman: A Gay XXX Parody Part 1 | Batman v Superman: Dawn of Justice                                                                | 2016 | MEN.com                      |
| Batman XXX: A Porn Parody                                                          | | Batman                                                                                            | 2010 | Vivid                        |
| Batpussy                                                                           | | Batman                                                                                            | 1973 |                              |
| Beauty and the Beast XXX                                                           | | Die Schöne und das Biest                                                                          | 2016 | Exquisite Films              |
| Beaverdale                                                                         | Archie: The XXX Parody |                                                                                                   | 2017 | Pornhub Premium              |
| Being With Juli Ashton                                                             | | Being John Malkovich                                                                              | 2000 | VCA                          |
| Between the Headlines: A Lesbian Porn Parody                                       | |                                                                                                   | 2014 | Filly Films                  |
| Beverly Hillbillies XXX: A XXX Parody                                              | | Die Beverly Hillbillies sind los!                                                                 | 2011 | Adam & Eve                   |
| Big Bang Theory: A XXX Parody                                                      | | The Big Bang Theory                                                                               | 2010 | New Sensations               |
| Big Lebowski: A XXX Parody                                                         | The Big Lebowski: A XXX Parody | The Big Lebowski                                                                                  | 2010 | New Sensations               |
| Birds of Prey XXX: A Sinister Comixxx Parody                                       | | Birds of Prey                                                                                     | 2012 | Pure Play Media              |
| Black Widow XXX: An Axel Braun Parody                                              | | Black Widow                                                                                       | 2021 | Wicked Pictures              |
| Black XXXmas: A XXX Parody                                                         | | Black Christmas                                                                                   | 2012 | Boy Crush                    |
| Blair Witch Project: A Hardcore Parody                                             | | Blair Witch Project                                                                               | 2011 | Pulse Distribution           |
| The Breakfast Club: A XXX Parody                                                   | Breakfast Club: A XXX Parody | The Breakfast Club                                                                                | 2010 | Digital Sin                  |
| Breakfast Club: A Gay XXX Parody                                                   | | The Breakfast Club                                                                                | 2018 | MEN.com                      |
| Breakfast Cub: A Gay XXX Parody 1                                                  | Breakfast Cub: A Gay XXX Parody Part 1 | The Breakfast Club                                                                                | 2017 | MEN.com                      |
| Breakfast Cub: A Gay XXX Parody 2                                                  | Breakfast Cub: A Gay XXX Parody Part 2 | The Breakfast Club                                                                                | 2017 | MEN.com                      |
| Breakfast Cub: A Gay XXX Parody 3                                                  | Breakfast Cub: A Gay XXX Parody Part 3 | The Breakfast Club                                                                                | 2017 | MEN.com                      |
| Breaking Bad XXX: A Sweet Mess Films Parody                                        | | Breaking Bad                                                                                      | 2012 | Exquisite                    |
| Bring It On: A XXX Porn Parody                                                     | | Girls United – Alles oder Nichts                                                                  | 2011 | Smash Pictures               |
| Bruce Lee XXX: A Porn Parody                                                       | | Bruce Lee                                                                                         | 2013 | Vivid                        |
| BTS - Wonder Woman: A XXX Trans Parody                                             | | Wonder Woman                                                                                      | 2017 | transangels.com              |
| Buffy the Vampire Slayer XXX: A Parody                                             | | Buffy – Der Vampir-Killer                                                                         | 2012 | Adam & Eve                   |
| Bustin Beeber 2: Never Say Never: A XXX Parody                                     | | Justin Bieber                                                                                     | 2014 | SaggerzSkaterz.com           |
| Bob’s Boners                                                                       | Bobs Boners - The Bob's Burgers XXX Parody | Bob’s Burgers                                                                                     | 2014 | Wood Rocket                  |
| Bob’s Boners and Other Porn Parodies                                               | | Bob’s Burgers                                                                                     | 2015 | Wood Rocket                  |
| Camp Cuddly Pines Powertool Massacre                                               | | diverse Horrorfilme                                                                               | 2005 | Wicked Pictures              |
| Can’t Be Chappelle’s Show: A XXX Parody                                            | | Chappelle’s Show                                                                                  | 2010 | Evasive Angles               |
| Can’t Be Different Strokes: The Reunion - It’s a XXX Parody                        | | Diff’rent Strokes                                                                                 | 2011 | Evasive Angles               |
| Can’t Be Martin: It’s a XXX Parody                                                 | |                                                                                                   | 2013 | Evasive Angles               |
| Can’t Be Roots XXX Parody - The Untold Story                                       | | Roots                                                                                             | 2011 | Evasive Angles               |
| Captain America: A Gay XXX Parody 1                                                | Captain America: A Gay XXX Parody Part 1 | Captain America                                                                                   | 2016 | MEN.com                      |
| Captain America XXX: An Axel Braun Parody                                          | | Captain America                                                                                   | 2013 | Vivid                        |
| Captain America XXX: An Extreme Comixxx Parody                                     | | Captain America                                                                                   | 2011 | Exquisite                    |
| Captain America: A Gay XXX Parody 2                                                | Captain America: A Gay XXX Parody Part 2 | Captain America                                                                                   | 2016 | MEN.com                      |
| Captain America: A Gay XXX Parody 3                                                | Captain America: A Gay XXX Parody Part 3 | Captain America                                                                                   | 2016 | MEN.com                      |
| Captain America: A Gay XXX Parody 4                                                | Captain America: A Gay XXX Parody Part 4 | Captain America                                                                                   | 2016 | MEN.com                      |
| Captain American: A Gay XXX Parody                                                 | | Captain America                                                                                   | 2016 | MEN.com                      |
| Captain Marvel XXX: An Axel Braun Parody                                           | | Captain Marvel                                                                                    | 2019 | Vivid Entertainment Group    |
| Carolina Jones and the Broken Covenant                                             | | Indiana Jones                                                                                     | 2008 | Adam & Eve                   |
| Cat’s Meow (XXX Parody)                                                            | The Cat’s Meow (XXX Parody) |                                                                                                   | 2016 | Brazzers Network             |
| Celebrity Pornhab with Dr. Screw                                                   | | Celebrity Rehab with Dr. Drew                                                                     | 2009 | Red Light District           |
| Cheers: A XXX Parody                                                               | | Cheers                                                                                            | 2009 | New Sensations               |
| Cinderella XXX: An Axel Braun Parody                                               | | Cinderella                                                                                        | 2014 | Wicked Pictures              |
| Clerks XXX: A Porn Parody                                                          | | Clerks – Die Ladenhüter                                                                           | 2013 | Vivid                        |
| Clown Porn: the Parody                                                             | | Clowns                                                                                            | 2013 | Blue Circus Entertainment    |
| Cock Of Duty: A XXX Parody                                                         | | Call of Duty                                                                                      | 2016 | Brazzers Network             |
| COPS XXX - The Parody Too                                                          | | COPS                                                                                              | 2010 | Dream Zone Entertainment     |
| CSI: Miami: A XXX Parody                                                           | | CSI: Miami                                                                                        | 2010 | Sex Line Sinema              |
| Cumless: A Digital Playground XXX Parody                                           | | Clueless                                                                                          | 2018 | Digital Playground           |
| Dallas: A XXX Parody                                                               | | Dallas                                                                                            | 2012 | Adam & Eve                   |
| Danny D: Life On The Road (XXX Parody)                                             | |                                                                                                   | 2016 | Brazzers Network             |
| The Dating Game XXX: A Porn Parody                                                 | | The Dating Game                                                                                   | 2014 | Vivid                        |
| Dark Knight XXX: A Porn Parody                                                     | | The-Dark-Knight-Trilogie                                                                          | 2012 | Vivid                        |
| Deadpool XXX: A Porn Parody                                                        | This Can’t Be Deadpool XXX + X | Deadpool                                                                                          | 2015 |                              |
| Deadpool XXX: An Axel Braun Parody                                                 | | Deadpool                                                                                          | 2018 | Wicked Pictures              |
| Death Proof: A XXX Parody                                                          | | Death Proof – Todsicher                                                                           | 2012 | Brazzers Network             |
| Desperate Househusband 1: A Gay XXX Parody                                         | Desperate Househusband Part 1: A Gay XXX Parody                                                                                                | Desperate Housewives                                                                              | 2017 | MEN.com                      |
| Desperate Househusband 2: A Gay XXX Parody                                         | Desperate Househusband Part 2: A Gay XXX Parody                                                                                                | Desperate Housewives                                                                              | 2017 | MEN.com                      |
| Desperate Househusband 3: A Gay XXX Parody                                         | Desperate Househusband Part 3: A Gay XXX Parody                                                                                                | Desperate Housewives                                                                              | 2017 | MEN.com                      |
| Dick and Morty                                                                     | | Rick and Morty                                                                                    | 2017 | Wood Rocket                  |
| Die Hardcore 1                                                                     | Die Hardcore: Part 1 (A XXX Parody) | Stirb langsam                                                                                     | 2017 | Brazzers Network             |
| Die Hardcore 2                                                                     | Die Hardcore: Part 2 (A XXX Parody) | Stirb langsam                                                                                     | 2017 | Brazzers Network             |
| Die Hardcore 3                                                                     | Die Hardcore: Part 3 (A XXX Parody) | Stirb langsam                                                                                     | 2017 | Brazzers Network             |
| Doctor Whore Porn Parody                                                           | The Doctor Whore Porn Parody | Doctor Who                                                                                        | 2014 | woodrocket.com               |
| Donald Tramp: The XXX Parody                                                       | | Donald Trump                                                                                      | 2015 | woodrocket.com               |
| Donald Trump Sex Tape - A XXX Parody                                               | The Donald Trump Sex Tape - A XXX Parody | Donald Trump                                                                                      | 2016 | BaDoink                      |
| Down on Abby                                                                       | | Downton Abbey                                                                                     | 2014 | Harmony Films                |
| E.T. XXX: A DreamZone Parody                                                       | | E.T. – Der Außerirdische                                                                          | 2013 | Dream Zone Entertainment     |
| Electrosluts 267                                                                   | Barbarella: A Kinky Parody Part 2 - BARBARELLA vs the Electric Dolls                                                                           |                                                                                                   | 2014 | Kink.com                     |
| ElectroSluts 35836                                                                 | Stepford Wives: A Sploshing, Shocking Parody                                                                                                   |                                                                                                   | 2015 | Kink.com                     |
| Elvis XXX: A Porn Parody                                                           | | Elvis Presley                                                                                     | 2011 | Vivid                        |
| Entourage: A XXX Parody                                                            | | Entourage                                                                                         | 2009 | New Sensations               |
| Ex-Machina                                                                         | Ex-Machina: A Gay XXX Parody | Ex Machina                                                                                        | 2017 | MEN.com                      |
| Ex-Machina: A Gay XXX Parody 1                                                     | Ex-Machina: A Gay XXX Parody Part 1 | Ex Machina                                                                                        | 2016 | MEN.com                      |
| Ex-Machina: A Gay XXX Parody 2                                                     | Ex-Machina: A Gay XXX Parody Part 2 | Ex Machina                                                                                        | 2016 | MEN.com                      |
| Ex-Machina: A Gay XXX Parody 3                                                     | Ex-Machina: A Gay XXX Parody Part 3 | Ex Machina                                                                                        | 2016 | MEN.com                      |
| Ex-Machina: A Gay XXX Parody 4                                                     | Ex-Machina: A Gay XXX Parody Part 4 | Ex Machina                                                                                        | 2016 | MEN.com                      |
| Ex-Machina: A Gay XXX Parody 5                                                     | Ex-Machina: A Gay XXX Parody Part 5 | Ex Machina                                                                                        | 2016 | MEN.com                      |
| Facts of Life: A Porn Parody                                                       | | The Facts of Life                                                                                 | 2011 | Dream Zone Entertainment     |
| Fake Scientist: A XXX Parody                                                       | |                                                                                                   | 2017 | fakehub.com                  |
| Family Guy: The XXX Parody                                                         | | Family Guy                                                                                        | 2012 | LFP Video Inc                |
| Fap to the Future: The XXX Parody                                                  | | Zurück in die Zukunft                                                                             | 2015 | woodrocket.com               |
| Farce Awakens: A Star Wars Cosplay Fetish Porn Parody                              | The Farce Awakens: A Star Wars Cosplay Fetish Porn Parody                                                                                      | Star Wars: Das Erwachen der Macht                                                                 | 2016 | Ultima Entertainment         |
| Flash: A Gay XXX Parody 1                                                          | The Flash: A Gay XXX Parody Part 1 | The Flash                                                                                         | 2016 | MEN.com                      |
| Flash: A Gay XXX Parody 2                                                          | The Flash: A Gay XXX Parody Part 2 | The Flash                                                                                         | 2016 | MEN.com                      |
| Flash: A Gay XXX Parody 3                                                          | The Flash: A Gay XXX Parody Part 3 | The Flash                                                                                         | 2016 | MEN.com                      |
| Flash: A Gay XXX Parody                                                            | The Flash: A Gay XXX Parody | The Flash                                                                                         | 2016 | MEN.com                      |
| Flesh Gordon                                                                       | Flesh Gordon | Flash Gordon                                                                                      | 1974 | Graffitti Productions        |
| Flintstones: A XXX Parody                                                          | The Flintstones: A XXX Parody | Flintstones – Die Familie Feuerstein                                                              | 2010 | New Sensations               |
| Flixxx: Ass Effect: A XXX Parody                                                   | | Mass Effect                                                                                       | 2017 | digitalplayground.com        |
| Flixxx: Betty and Veronica: An Archie Comics XXX Parody                            | Flixxx: Betty & Veronica: An Archie Comics XXX Parody                                                                                          | Riverdale                                                                                         | 2017 | digitalplayground.com        |
| Flixxx: Force Awakens - A XXX Parody                                               | | Star Wars: Das Erwachen der Macht                                                                 | 2016 | digitalplayground.com        |
| Flixxx: Guardians of The Gonads: A DP XXX Parody                                   | | Guardians of the Galaxy                                                                           | 2017 | digitalplayground.com        |
| Flixxx: Suicide Squad: XXX Parody                                                  | | Suicide Squad                                                                                     | 2016 | digitalplayground.com        |
| Flixxx: Whor: Goddess of Thunder, A DP XXX Parody 1                                | Flixxx: Whor: Goddess of Thunder, A DP XXX Parody Part 1                                                                                       | Thor                                                                                              | 2017 | digitalplayground.com        |
| Flixxxx: Whor: Goddess of Thunder, A DP XXX Parody 2                               | Flixxxx: Whor: Goddess of Thunder, A DP XXX Parody Part 2                                                                                      | Thor                                                                                              | 2017 | digitalplayground.com        |
| Friends: A XXX Parody                                                              | | Friends                                                                                           | 2009 | New Sensations               |
| Frosty the Snowjob                                                                 | | Frosty the Snowman                                                                                |      | WoodRocket                   |
| Fuck Movie: A Black Gay Porn Parody                                                | |                                                                                                   | 2016 | 100 Percent Freaky Amateurs  |
| Fuckemon Go: A Gay XXX Parody                                                      | | Pokémon Go                                                                                        | 2016 | MEN.com                      |
| Fucking Harry Palmer: An XXX Parody                                                | | Harry Palmer                                                                                      | 2011 | Boy Crush                    |
| Full Service Station: A XXX Parody                                                 | |                                                                                                   | 2016 | Brazzers Network             |
| Ghost Whispers                                                                     | This Isn't Ghostbusters: A XXX Parody | Ghostbusters                                                                                      | 2008 | K-Beech Video                |
| Ghostbusters XXX Parody                                                            | | Ghostbusters                                                                                      | 2016 | Brazzers                     |
| Ghostbusters XXX Parody 1                                                          | Ghostbusters XXX Parody: Part 1 | Ghostbusters                                                                                      | 2016 | Brazzers Network             |
| Ghostbusters XXX Parody 2                                                          | Ghostbusters XXX Parody: Part 2 | Ghostbusters                                                                                      | 2016 | Brazzers Network             |
| Ghostbusters XXX Parody 3                                                          | Ghostbusters XXX Parody: Part 3 | Ghostbusters                                                                                      | 2016 | Brazzers Network             |
| Ghostbusters XXX Parody 4                                                          | Ghostbusters XXX Parody: Part 4 | Ghostbusters                                                                                      | 2016 | Brazzers Network             |
| Ghosts of Christmas: A Gay Xxx Parody 3                                            | Ghosts of Christmas: A Gay Xxx Parody Part 3                                                                                                   | Eine Weihnachtsgeschichte                                                                         | 2016 | MEN.com                      |
| Ghosts Of Christmas: A Gay XXX Parody 4                                            | Ghosts Of Christmas: A Gay XXX Parody Part 4                                                                                                   | Eine Weihnachtsgeschichte                                                                         | 2016 | MEN.com                      |
| Ghosts Of Christmas: A Gay XXX Parody 1                                            | Ghosts Of Christmas: A Gay XXX Parody Part 1                                                                                                   | Eine Weihnachtsgeschichte                                                                         | 2016 | MEN.com                      |
| Ghosts of Christmas: A Gay XXX Parody Part 2                                       | | Eine Weihnachtsgeschichte                                                                         | 2016 | MEN.com                      |
| Gnardians of the Galaxy and Other Porn Parodies                                    | | Guardians of the Galaxy                                                                           | 2016 | WoodRocket                   |
| Girth In Her Shell: A XXX Parody                                                   | | Ghost in the Shell                                                                                | 2017 | Brazzers Network             |
| Godfather: A Dreamzone Parody                                                      | The Godfather XXX: A DreamZone Parody | Der Pate                                                                                          | 2012 | Dreamzone Production         |
| Golden Girls: A XXX MILF Parody                                                    | | Golden Girls                                                                                      | 2010 | New Sensations               |
| Graduate XXX                                                                       | The Graduate XXX / The Graduate XXX, A Paul Thomas Parody                                                                                      | Die Reifeprüfung                                                                                  | 2011 | Exile Pictures               |
| Grand Theft Auto: XXX Parody                                                       | | Grand Theft Auto                                                                                  | 2011 | Daring                       |
| Grease XXX: A Parody                                                               | | Grease                                                                                            | 2013 | Adam & Eve                   |
| Green Lantern Is Gay: A XXX Parody                                                 | | Green Lantern                                                                                     | 2013 | Manville Entertainment       |
| Grindhouse XXX                                                                     | | Grindhouse                                                                                        | 2011 | Adam & Eve Pictures          |
| Hairy Twatter: A DreamZone Parody                                                  | | Harry Potter                                                                                      | 2012 | Dreamzone Production         |
| Halloween: XXX Porn Parody                                                         | | Halloween                                                                                         | 2011 | Smash Pictures               |
| Hamilfton: A XXX Parody                                                            | | Hamilton                                                                                          | 2017 | Brazzers Network             |
| Hamiltoe: A Musical Porn Parody                                                    | | Hamilton                                                                                          | 2017 | woodrocket.com               |
| Hand Solo: A DP XXX Parody                                                         | | Solo: A Star Wars Story                                                                           | 2018 | Digital Playground           |
| Hardcore Gangbang 39892                                                            | A Roger Rabbit Gangbang Parody with Bella Rossi As Jessica Rabbit!                                                                             | Roger Rabbit                                                                                      | 2016 | Kink.com                     |
| Hardcore Gangbang 40324                                                            | Clueless Parody: DP, Double Anal, Double Vag, Triple Pen & Creampie!                                                                           |                                                                                                   | 2016 | Kink.com                     |
| Hardcore Gangbang 41052                                                            | Phangasm: A Hardcore Phantasm Parody |                                                                                                   | 2016 | Kink.com                     |
| Hardcore Gangbang 41343                                                            | The Crucible: Parody Gangbang |                                                                                                   | 2016 | Kink.com                     |
| Hardcore Gangbang 41735                                                            | Damn Fine Pie! A Twin Peaks Parody Gangbang |                                                                                                   | 2017 | Kink.com                     |
| Harley In The Nuthouse (XXX Parody)                                                | | Harley Quinn                                                                                      | 2016 | Brazzers Network             |
| Hellraiser Porn Parody                                                             | | Hellraiser – Das Tor zur Hölle                                                                    |      | WoodRocket                   |
| Horat                                                                              | | Borat – Kulturelle Lernung von Amerika, um Benefiz für glorreiche Nation von Kasachstan zu machen | 2008 | Pure Play Media              |
| How I Fucked Your Mother: A DP XXX Parody 1                                        | How I Fucked Your Mother: A DP XXX Parody Episode 1                                                                                            | How I Met Your Mother                                                                             | 2017 | digitalplayground.com        |
| How I Fucked Your Mother: A DP XXX Parody 2                                        | How I Fucked Your Mother: A DP XXX Parody Episode 2                                                                                            | How I Met Your Mother                                                                             | 2017 | digitalplayground.com        |
| How I Fucked Your Mother: A DP XXX Parody 3                                        | How I Fucked Your Mother: A DP XXX Parody Episode 3                                                                                            | How I Met Your Mother                                                                             | 2017 | digitalplayground.com        |
| How I Fucked Your Mother: A DP XXX Parody 4                                        | How I Fucked Your Mother: A DP XXX Parody Episode 4                                                                                            | How I Met Your Mother                                                                             | 2017 | digitalplayground.com        |
| How I Fucked Your Mother: A DP XXX Parody 5                                        | How I Fucked Your Mother: A DP XXX Parody Episode 5                                                                                            | How I Met Your Mother                                                                             | 2017 | digitalplayground.com        |
| How to Get Away with Murder: The Dominic Ford Gay Porn Parody                      | | How I Met Your Mother                                                                             | 2016 | Dominic Ford                 |
| How The Grinch Gaped Christmas                                                     | | Der Grinch                                                                                        | 2016 | Burning Angel                |
| Human Sexipede                                                                     | The Human Sexipede: First Sequence a Porn Parody                                                                                               | Human Centipede – Der menschliche Tausendfüßler                                                   | 2010 | Tom Byron Pictures           |
| Humper Games: The XXX Parody                                                       | The Humper Games: The XXX Parody | Hunger Games                                                                                      | 2014 | woodrocket.com               |
| Incredible Hulk: A XXX Porn Parody                                                 | The Incredible Hulk: A XXX Porn Parody | Der unglaubliche Hulk                                                                             | 2011 | Vivid                        |
| Inglorious Bitches                                                                 | | Inglourious Basterds                                                                              | 2011 | Marc Dorcel                  |
| Iron Man XXX: An Axel Braun Parody                                                 | | Iron Man                                                                                          | 2013 | Vivid                        |
| Iron Man XXX: An Extreme Comixxx Parody                                            | | Iron Man                                                                                          | 2011 | Exquisite                    |
| Jasper Robinson's Day Off: A XXX Parody                                            | |                                                                                                   | 2014 | SaggerzSkaterz.com           |
| Jeffersons: A XXX Parody                                                           | | Die Jeffersons                                                                                    | 2009 | Metro                        |
| Jersey Shore XXX: A Black Parody                                                   | | Jersey Shore                                                                                      | 2010 | Acid Rain                    |
| Jersey Shore XXX: A Porn Parody                                                    | | Jersey Shore                                                                                      | 2010 | Adam & Eve                   |
| Justice League Of Pornstar Heroes                                                  | Justice League Of Pornstar Heroes: An Extreme Comixxx Parody                                                                                   | Justice League                                                                                    | 2011 | Exquisite                    |
| Justice League XXX: An Axel Braun Parody                                           | | Justice League                                                                                    | 2017 | Wicked Pictures              |
| Justice League: A Gay XXX Parody 1                                                 | Justice League: A Gay XXX Parody Part 1 | Justice League                                                                                    | 2017 | MEN.com                      |
| Justice League: A Gay XXX Parody 2                                                 | Justice League: A Gay XXX Parody Part 2 | Justice League                                                                                    | 2017 | MEN.com                      |
| Justice League: A Gay XXX Parody 3                                                 | Justice League: A Gay XXX Parody Part 3 | Justice League                                                                                    | 2017 | MEN.com                      |
| Justice League: A Gay XXX Parody 4                                                 | Justice League: A Gay XXX Parody Part 4 | Justice League                                                                                    | 2017 | MEN.com                      |
| Karate Kid XXX: A DreamZone Parody                                                 | | Karate Kid                                                                                        | 2012 | Dream Zone Entertainment     |
| Katwoman XXX                                                                       | | Catwoman                                                                                          | 2011 | Bluebird Films               |
| Katy Pervy: The XXX Parody                                                         | | Katy Perry                                                                                        | 2011 | Good Night Media             |
| Kick Azz: A XXX Parody                                                             | Kick Azz: A Hardcore Comic Parody (DVD title, from Dark Legion Production) / Kick Azz: A Hardcore Comixxx Parody (DVD title, from Powersville) | Kick-Ass                                                                                          | 2011 | JM Productions               |
| Kill Bill: A XXX Parody                                                            | | Kill Bill – Volume 1                                                                              | 2015 | Digital Playground           |
| Knobbit: The XXX Parody                                                            | The Knobbit: The XXX Parody | Hobbit                                                                                            | 2014 | woodrocket.com               |
| Knock Knock: A Gay Porn Parody                                                     | | Knock Knock                                                                                       | 2016 | hardkinks.com                |
| La Femme Nikita: A Tranny Spy Parody                                               | |                                                                                                   | 2011 | Juicy Entertainment          |
| LA Pink: A XXX Porn Parody                                                         | |                                                                                                   | 2009 | Vouyer Media                 |
| Laverne and Shirley XXX: A DreamZone Parody                                        | | Laverne & Shirley                                                                                 | 2013 | Dream Zone Entertainment     |
| Legend Of Zelda Breath Of The Wild Ballbusting Cosplay Porn Parody With Norah Nova | | The Legend of Zelda                                                                               | 2017 | Ultima Entertainment         |
| Leisure Suit Ralphy XXX: A Hardcore Game Parody                                    | | Leisure Suit Larry                                                                                | 2012 | Mike Hunt Inc.               |
| Les tontons tringleurs                                                             | | Mein Onkel, der Gangster                                                                          | 2000 |                              |
| Little Red Hood Riding XXX Parody                                                  | | Rotkäppchen                                                                                       | 2017 | realitykings.com             |
| Little Spermaid: A DreamZone XXX Parody                                            | | Die kleine Meerjungfrau                                                                           | 2013 | Dream Zone Entertainment     |
| London Knights: A Heroes and Villains XXX Parody                                   | | London Knights                                                                                    | 2016 | Digital Playground           |
| Lone Ranger XXX: An Extreme Comixxx Parody                                         | | Lone Ranger                                                                                       | 2013 | Exquisite                    |
| Magic Mike XXXL: A Hardcore Parody                                                 | | Magic Mike                                                                                        | 2015 | Wicked Pictures              |
| Man of Steel XXX: An Axel Braun Parody                                             | | Man of Steel                                                                                      | 2013 | Vivid                        |
| Marcia's Twat: A XXX Brady Parody and Other XXX Parodies                           | |                                                                                                   | 2011 | JM Productions               |
| McKayla's Navy                                                                     | This Isn't McHale's Navy: A XXX Parody |                                                                                                   | 2000 | Dreamland Video              |
| Meet the Fuckers                                                                   | | Meine Braut, ihr Vater und ich                                                                    | 2018 | Digital Playground           |
| Men in Black: A Hardcore Parody                                                    | | Men in Black                                                                                      | 2012 | Wicked Pictures              |
| Metal Rear Solid: The Phantom Peen XXX Parody                                      | | Metal Gear Solid                                                                                  | 2017 | Brazzers Network             |
| MILFBusters: A Porn Parody                                                         | MILF Busters | MythBusters – Die Wissensjäger                                                                    | 2011 | Dream Zone Entertainment     |
| Monster Curves Science XXX Parody                                                  | |                                                                                                   | 2017 | realitykings.com             |
| Mork And Mindy: A XXX Porn Parody                                                  | | Mork vom Ork                                                                                      | 2011 | Dream Zone Entertainment     |
| Morricunt vs. Dr. Poon - A XXX Parody                                              | |                                                                                                   | 2017 | Brazzers Network             |
| Mortal Kombat Cosplay Parody Femdom Ballbusting And Fucking With Kristy May        | | Mortal Kombat                                                                                     | 2016 | Ultima Entertainment         |
| Mystery Tape: A XXX Parody                                                         | Mystery Tape | Mystery Tape                                                                                      | 2017 | Brazzers Network             |
| Newlywed Game XXX: A Porn Parody                                                   | | The Newlywed Game                                                                                 | 2013 | Vivid                        |
| Night at the Erotic Museum                                                         | | Nachts im Museum                                                                                  | 2015 | Smash Pictures               |
| Night of the Giving Head                                                           | | Die Nacht der lebenden Toten                                                                      | 2008 | Exquisite                    |
| Nikita XXX                                                                         | | Nikita                                                                                            | 2013 | Bluebird Films               |
| Not Bewitched XXX                                                                  | | Verliebt in eine Hexe                                                                             | 2008 | Adam & Eve                   |
| Not Charlie Sheem's House of Whores XXX Parody                                     | | Charlie Sheen                                                                                     | 2011 | Digital Sin                  |
| Not Cheaters 2                                                                     | Not Cheaters 2; A XXX Parody |                                                                                                   | 2010 | Pulse Distribution           |
| Not Jersey Boys XXX: A Porn Musical                                                | | Jersey Boys                                                                                       | 2014 | Pulse Pictures               |
| Not Married with Children XXX                                                      | | Eine schrecklich nette Familie                                                                    | 2009 | Hustler Video                |
| Not M*A*S*H XXX                                                                    | | M*A*S*H                                                                                           | 2010 | X-Play                       |
| Not Really The Dukes Of Hazzard                                                    | Dukes of Hazzard A Hardcore Parody |                                                                                                   | 2010 | Vouyer Media                 |
| Not South Park XXX                                                                 | | South Park                                                                                        | 2013 | Pulse Distribution           |
| Not The Bradys XXX                                                                 | | Drei Mädchen und drei Jungen                                                                      | 2007 | Larry Flynt Publications     |
| Not The Bradys XXX: Marcia, Marcia, Marcia!                                        | | Drei Mädchen und drei Jungen                                                                      | 2008 | Larry Flynt Publications     |
| Not The Bradys XXX: Pussy Power                                                    | | Drei Mädchen und drei Jungen                                                                      | 2009 | Larry Flynt Publications     |
| Not The Bradys XXX: Bradys Meet the Partridge Family                               | | Drei Mädchen und drei Jungen, Die Partridge Familie                                               | 2010 | Larry Flynt Publications     |
| Not The Bradys XXX: Marcia Goes to College                                         | | Drei Mädchen und drei Jungen                                                                      | 2013 | Larry Flynt Publications     |
| Not The Cosbys XXX                                                                 | | Die Bill Cosby Show                                                                               | 2009 | Larry Flynt Publications     |
| Not The Cosbys XXX 2                                                               | | Die Bill Cosby Show                                                                               | 2010 | Hustler Video                |
| Not the Wizard of Oz XXX                                                           | | Der Zauberer von Oz                                                                               | 2013 | Pulse Pictures               |
| Nutcracker: A XXX Parody                                                           | | Der Nussknacker                                                                                   | 2010 | White Ghetto                 |
| Octopussy: A XXX Parody                                                            | Octopussy 3D: A XXX Parody | James Bond                                                                                        | 2010 | New Sensations               |
| Offenders: A DP XXX Parody                                                         | The Offenders: A DP XXX Parody |                                                                                                   | 2017 | digitalplayground.com        |
| The Office – A XXX Parody                                                          | | The Office                                                                                        |      |                              |
| Office – A XXX Jockpussy Parody                                                    | The Office - A XXX Jockpussy Parody | The Office                                                                                        | 2017 | jasonsparkslive.com          |
| Office: A XXX Parody 1                                                             | The Office: A XXX Parody | The Office                                                                                        | 2009 | New Sensations               |
| Office: A XXX Parody 2                                                             | The Office: A XXX Parody 2 | The Office                                                                                        | 2010 | New Sensations               |
| Official 106 and Park Parody                                                       | Official 106 & Park Parody | The Office                                                                                        | 2011 | Black Ice                    |
| Official Bad Teacher Parody                                                        | | Bad Teacher                                                                                       | 2011 | 3rd Degree                   |
| Official Basic Instinct Parody                                                     | | Basic Instinct                                                                                    | 2011 | Zero Tolerance               |
| Official Big Brother Parody                                                        | |                                                                                                   | 2010 | 3rd Degree                   |
| Official Bounty Hunter Parody 1                                                    | |                                                                                                   | 2010 | Diabolic Video               |
| Official Bounty Hunter Parody 2                                                    | |                                                                                                   | 2010 | Diabolic Video               |
| Official Bounty Hunter Parody 3                                                    | |                                                                                                   | 2011 | Diabolic Video               |
| Official Bounty Hunter Parody 4                                                    | |                                                                                                   | 2011 | Diabolic Video               |
| Official Bounty Hunter Parody 5                                                    | |                                                                                                   | 2011 | Diabolic Video               |
| Official Boyz N the Hood Parody                                                    | | Boyz in the Hood                                                                                  | 2011 | Black Ice                    |
| Official Californication Parody                                                    | | Californication                                                                                   | 2010 | Diabolic Video               |
| Official Deal or No Deal Parody                                                    | | Deal or No Deal                                                                                   | 2011 | 3rd Degree                   |
| Official Flava of Love Parody                                                      | | Flava of Love                                                                                     | 2010 | Black Ice                    |
| Official Fresh Prince of Bel Air Parody                                            | | Der Prinz von Bel-Air                                                                             | 2010 | Black Ice                    |
| Official Friday Parody                                                             | | Friday                                                                                            | 2010 | Zero Tolerance               |
| Official Friday the 13th Parody                                                    | | Freitag, der 13.                                                                                  | 2010 | Zero Tolerance               |
| Official Halloween Parody                                                          | | Halloween – Die Nacht des Grauens                                                                 | 2011 | Zero Tolerance               |
| Official Hangover Parody                                                           | | Hangover                                                                                          | 2012 | Zero Tolerance               |
| Official Hogan Knows Best Parody                                                   | | Hogan Knows Best                                                                                  | 2011 | 3rd Degree                   |
| Official Howard Stern Show Parody                                                  | | Howard Stern Show                                                                                 | 2011 | 3rd Degree                   |
| Official In Living Color Parody                                                    | | In Living Color                                                                                   | 2011 | Black Ice                    |
| Official Jerry Springer Parody                                                     | | The Jerry Springer Show                                                                           | 2011 | Zero Tolerance               |
| Official Jersey Shore Parody                                                       | | Jersey Shore                                                                                      | 2010 | Zero Tolerance               |
| Official Judge Joe Brown Parody                                                    | | Judge Brown                                                                                       | 2010 | Black Ice                    |
| Official Next Friday Parody                                                        | | Next Friday                                                                                       | 2012 | Zero Tolerance               |
| Official Players Club Parody                                                       | | Players Club                                                                                      | 2011 | Black Ice                    |
| Official Psycho Parody                                                             | | Psycho                                                                                            | 2010 | Zero Tolerance               |
| Official Revenge of the Nerds Parody                                               | | Die Rache der Eierköpfe                                                                           | 2011 | 3rd Degree                   |
| Official Scarface Parody                                                           | | Scarface                                                                                          | 2011 | Zero Tolerance               |
| Official Sex Rehab Parody                                                          | | Sex Rehab                                                                                         | 2011 | Diabolic Video               |
| Official Shaft Parody                                                              | | Shaft                                                                                             | 2010 | Black Ice                    |
| Official Sons of Anarchy                                                           | Official Sons Of Anarchy Parody | Sons of Anarchy                                                                                   | 2011 | Diabolic Video               |
| Official Soul Train Parody                                                         | | Soul Train                                                                                        | 2010 | Black Ice                    |
| Official Survivor Parody                                                           | | Survivor                                                                                          | 2010 | 3rd Degree                   |
| Official Taxicab Confessions Parody                                                | | Taxicab Confessions                                                                               | 2011 | 3rd Degree                   |
| Official The Client List Parody                                                    | | The Client List                                                                                   | 2012 | Zero Tolerance               |
| Official The Silence of the Lambs Parody                                           | | Das Schweigen der Lämmer                                                                          | 2011 | Zero Tolerance               |
| Official To Catch a Predator Parody 1                                              | Official To Catch a Predator Parody |                                                                                                   | 2010 | Zero Tolerance               |
| Official To Catch a Predator Parody 2                                              | |                                                                                                   | 2010 | Zero Tolerance               |
| Official Vagina Monologues Parody                                                  | | Die Vagina-Monologe                                                                               | 2011 | 3rd Degree                   |
| Official Wife Swap Parody                                                          | | Wife Swap                                                                                         | 2010 | Zero Tolerance               |
| OMG It's The Killer Joe XXX Parody                                                 | | Killer Joe                                                                                        | 2013 | Powersville                  |
| OMG It's the Nanny XXX Parody                                                      | OMG... It's the Nanny XXX Parody / Villa der Unersättlichen                                                                                    | Die Nanny                                                                                         | 2011 | Juicy Entertainment          |
| OMG… It’s the Dirty Dancing XXX Parody                                             | | Dirty Dancing                                                                                     | 2013 | Juicy Entertainment          |
| OMG... It's The Duck Dynasty XXX Parody                                            | | Duck Dynasty                                                                                      | 2013 | Juicy Entertainment          |
| OMG... It's the Flashdance XXX Parody                                              | | Flashdance                                                                                        | 2011 | Juicy Entertainment          |
| OMG... It's the Ghost XXX Parody                                                   | | Ghost – Nachricht von Sam                                                                         | 2012 | Juicy Entertainment          |
| OMG... It's the Leaving Las Vegas Parody                                           | | Leaving Las Vegas                                                                                 | 2013 | Exquisite                    |
| OMG... It's the Spice Girls XXX Parody                                             | | Spice Girls                                                                                       | 2013 | Juicy Entertainment          |
| One Flew Over The Cuckold's Nest: A Dreamzone Parody                               | One Flew Over The Cuckold's Nest | Einer flog über das Kuckucksnest                                                                  | 2013 | Dream Zone Entertainment     |
| Oversnatch: A XXX Parody                                                           | | Overwatch                                                                                         | 2016 | Brazzers Network             |
| The Ozporns                                                                        | | The Osbournes                                                                                     | 2002 | VCA                          |
| Paranormal Activity: A Hardcore Parody                                             | | Paranormal Activity                                                                               | 2012 | Blue Circus Entertainment    |
| Parody All-Stars                                                                   | | Zusammenstellung                                                                                  | 2014 | Adam & Eve                   |
| Pee-Wee's XXX Adventure: A Porn Parody                                             | Pee Wee's XXX Adventure: A Porn Parody | Pee-Wee’s irre Abenteuer                                                                          | 2012 | Vivid                        |
| Peter Pan XXX: An Axel Braun Parody                                                | | Peter Pan                                                                                         | 2015 | Wicked Pictures              |
| Pirates: A Gay XXX Parody                                                          | | Piraten                                                                                           | 2017 | MEN.com                      |
| Pirates: A Gay XXX Parody 1                                                        | Pirates: A Gay XXX Parody Part 1 | Piraten                                                                                           | 2017 | MEN.com                      |
| Pirates: A Gay XXX Parody 2                                                        | Pirates: A Gay XXX Parody Part 2 | Piraten                                                                                           | 2017 | MEN.com                      |
| Pirates: A Gay XXX Parody 3                                                        | Pirates: A Gay XXX Parody Part 3 | Piraten                                                                                           | 2017 | MEN.com                      |
| Pirates: A Gay XXX Parody 4                                                        | Pirates: A Gay XXX Parody Part 4 | Piraten                                                                                           | 2017 | MEN.com                      |
| Poke' Twinks XXX Parody                                                            | | Pokémon                                                                                           | 2017 | SaggerzSkaterz.com           |
| Pokemon A XXX Parody                                                               | | Pokémon                                                                                           | 2016 | realitykings.com             |
| Pokemon Go XXX Cosplay Porn Parody                                                 | The Pokemon Go XXX Cosplay Porn Parody | Pokémon Go                                                                                        | 2017 | Ultima Entertainment         |
| Pop Star: A Gay XXX Parody 1                                                       | Pop Star: A Gay XXX Parody Part 1 | Popstar                                                                                           | 2016 | MEN.com                      |
| Pop Star: A Gay XXX Parody 2                                                       | Pop Star: A Gay XXX Parody Part 2 | Popstar                                                                                           | 2016 | MEN.com                      |
| Pop Star: A Gay XXX Parody 3                                                       | Pop Star: A Gay XXX Parody Part 3 | Popstar                                                                                           | 2016 | MEN.com                      |
| Porks and Recreation: The XXX Parody                                               | |                                                                                                   | 2013 | woodrocket.com               |
| Porn Wars – Episode I                                                              | | Star Wars                                                                                         | 2006 | Private                      |
| Porn Wars – Episode II                                                             | | Star Wars                                                                                         | 2006 | Private                      |
| Porn Wars – Episode III                                                            | | Star Wars                                                                                         | 2006 | Private                      |
| Pornstar Go XXX Parody                                                             | | Pokémon Go                                                                                        | 2016 | Brazzers Network             |
| Power Bangers: A XXX Parody                                                        | | Power Rangers                                                                                     | 2017 | Brazzers                     |
| Power Bangers: A XXX Parody 1                                                      | Power Bangers: A XXX Parody Part 1 | Power Rangers                                                                                     | 2017 | Brazzers Network             |
| Power Bangers: A XXX Parody 2                                                      | Power Bangers: A XXX Parody Part 2 | Power Rangers                                                                                     | 2017 | Brazzers Network             |
| Power Bangers: A XXX Parody 3                                                      | Power Bangers: A XXX Parody Part 3 | Power Rangers                                                                                     | 2017 | Brazzers Network             |
| Power Bangers: A XXX Parody 4                                                      | Power Bangers: A XXX Parody Part 4 | Power Rangers                                                                                     | 2017 | Brazzers Network             |
| Power Bangers: A XXX Parody 5                                                      | Power Bangers: A XXX Parody Part 5 | Power Rangers                                                                                     | 2017 | Brazzers Network             |
| Power Rack: A XXX Parody                                                           | | Power Rangers                                                                                     | 2017 | Brazzers Network             |
| Pretty Woman: A XXX Parody                                                         | | Pretty Woman                                                                                      | 2012 | Daring                       |
| Princess's Peach: A XXX Parody                                                     | The Princess's Peach: A XXX Parody | Prinzessin Peach                                                                                  | 2017 | Brazzers Network             |
| PRON: the XXX Parody                                                               | | Tron                                                                                              | 2011 | Adult Source Media           |
| Queen of Thrones 1                                                                 | Queen of Thrones 1 (A XXX Parody) / Queen Of Thrones: Part 1 (A XXX Parody)                                                                    | Game of Thrones                                                                                   | 2017 | Brazzers Network             |
| Queen Of Thrones 2                                                                 | Queen Of Thrones 2 (A XXX Parody) / Queen Of Thrones: Part 2 (A XXX Parody)                                                                    | Game of Thrones                                                                                   | 2017 | Brazzers Network             |
| Queen Of Thrones 3                                                                 | Queen Of Thrones 3 (A XXX Parody) / Queen Of Thrones: Part 3 (A XXX Parody)                                                                    | Game of Thrones                                                                                   | 2017 | Brazzers Network             |
| Queen Of Thrones 4                                                                 | Queen Of Thrones Part 4 / Queen Of Thrones: Part 4 (A XXX Parody)                                                                              | Game of Thrones                                                                                   | 2017 | Brazzers Network             |
| Rambone XXX: A DreamZone Parody                                                    | | Rambo                                                                                             | 2013 | Dream Zone Entertainment     |
| Real Housewives of South Beach XXX                                                 | The Real Housewives of South Beach XXX: a Pleasure Dynasty Parody                                                                              | The Real Housewives                                                                               | 2011 | Pleasure Dynasty             |
| Real Housewives of the San Fernando Valley: A XXX Parody                           | | The Real Housewives                                                                               | 2011 | 3rd Degree                   |
| Red Maiden: A DP XXX Parody                                                        | | Red Maiden                                                                                        | 2017 | digitalplayground.com        |
| Reno 911: A XXX Parody                                                             | | Reno 911                                                                                          | 2010 | New Sensations               |
| Revenge Of The Nerds: The Femdom Ballbusting Teen Gangbang XXX Porn Parody         | | Die Rache der Eierköpfe                                                                           | 2011 | Ultima Entertainment         |
| Rezervoir Doggs                                                                    | | Reservoir Dogs – Wilde Hunde                                                                      | 2011 | Exquisite                    |
| Rina Ellis Saves the World: a XXX 90's Parody                                      | |                                                                                                   | 2017 | Digital Playground           |
| Rina Ellis Saves the World: A XXX 90's Parody - Episode 1                          | |                                                                                                   | 2017 | digitalplayground.com        |
| Rina Ellis Saves the World: A XXX 90's Parody - Episode 2                          | |                                                                                                   | 2017 | digitalplayground.com        |
| Rina Ellis Saves the World: A XXX 90's Parody - episode 3                          | |                                                                                                   | 2017 | digitalplayground.com        |
| Rina Ellis Saves the World: A XXX 90's Parody - episode 4                          | |                                                                                                   | 2017 | digitalplayground.com        |
| Rob Ford Sex Tape: A Parody                                                        | The Rob Ford Sex Tape: A Parody | Rob Ford                                                                                          | 2013 | woodrocket.com               |
| Rocki Whore Picture Show: A Hardcore Parody                                        | | The Rocky Horror Picture Show                                                                     | 2011 | Wicked Pictures              |
| Rocky XXX: A Parody Thriller                                                       | | Rocky                                                                                             | 2011 | Adam & Eve                   |
| Rogue One: A Fetish Parody                                                         | | Rogue One: A Star Wars Story                                                                      | 2017 | Anastasia Pierce Productions |
| Romeo And Juliet: A Dream Zone Parody                                              | | Romeo und Julia                                                                                   | 2011 | Evil Angel                   |
| Room XXX Parody: The Bed Room                                                      | The Room XXX Parody: The Bed Room / The Room: XXX Parody                                                                                       | The Room                                                                                          | 2014 | woodrocket.com               |
| Roseanne The XXX Parody                                                            | | Roseanne                                                                                          | 2010 | Dreamzone Production         |
| Sailor Poon: A XXX Interactive Parody                                              | | Sailor Moon                                                                                       | 2012 | Hustler Video                |
| Saturday Night Fever XXX: An Exquisite Films Parody                                | | Saturday Night Fever                                                                              | 2011 | Exquisite                    |
| Saturday Night Live XXX: A Hardcore Parody                                         | | Saturday Night Live                                                                               | 2012 | Triple X Parody              |
| Saw: A Hardcore Parody                                                             | Drill: A Porn Saw Parody (early production title)                                                                                              | Saw                                                                                               | 2010 | Blue Circus Entertainment    |
| Scarlet Bitch: A DP XXX Parody                                                     | | Comicfigur                                                                                        | 2018 | digitalplayground.com        |
| Schande des Dschungels                                                             | Tarzoon, la honte de la jungle | Tarzan                                                                                            | 1975 | Valisa Films, SND            |
| Scooby Doo: A XXX Parody                                                           | | Scooby-Doo                                                                                        | 2011 | New Sensations               |
| Scream XXX: A Porn Parody                                                          | | Scream – Schrei!                                                                                  | 2011 | Vivid                        |
| Scrubs: A XXX Parody                                                               | Urgencias: La Historia Verdadera (Spain) | Scrubs – Die Anfänger                                                                             | 2009 | New Sensations               |
| Seinfeld 2: A XXX Parody                                                           | | Seinfeld                                                                                          | 2010 | New Sensations               |
| Seinfeld: A XXX Parody                                                             | | Seinfeld                                                                                          | 2009 | New Sensations               |
| Sense 8: A Gay XXX Parody 1                                                        | Sense 8: A Gay XXX Parody Part 1 | Sense8                                                                                            | 2016 | MEN.com                      |
| Sense 8: A Gay XXX Parody 2                                                        | Sense 8: A Gay XXX Parody Part 2 | Sense8                                                                                            | 2016 | MEN.com                      |
| Sense 8: A Gay XXX Parody                                                          | | Sense8                                                                                            | 2016 | MEN.com                      |
| Sex and Submission 15825                                                           | Broken Heroines: A Superhero Parody, High Production Bdsm And Sex Feature!                                                                     | Superhelden-Parodie                                                                               | 2012 | Kink.com                     |
| Sex & The City: The Original XXX Parody                                            | | Sex and the City                                                                                  | 2010 | Digital Sin                  |
| Sex and the City The XXX Parody: In Search of the Screaming O                      | | Sex and the City                                                                                  | 2010 | Dream Zone Entertainment     |
| Sex and the City: The Original XXX Parody                                          | Sex & the City: The Original XXX Parody | Sex and the City                                                                                  | 2010 | Digital Sin                  |
| Sex Fighter: Chun Li vs. Cammy (XXX Parody)                                        | | Street Fighter                                                                                    | 2016 | Brazzers Network             |
| Sex Fighter: Vega Gets Vagina (XXX Parody)                                         | | Street Fighter                                                                                    | 2016 | Brazzers Network             |
| The Sex Files – A Dark XXX Parody                                                  | | Akte X                                                                                            | 2009 | Digital Sin                  |
| Sex Files 2: A Dark XXX Parody                                                     | The Sex Files II: A Dark XXX Parody | Akte X                                                                                            | 2010 | Digital Sin                  |
| Sex Machina: a XXX Parody                                                          | | Ex Machina                                                                                        | 2016 | Digital Playground           |
| Sex Toy Story: The XXX Parody                                                      | | Toy Story                                                                                         | 2013 | woodrocket.com               |
| She Wants My Dragon Balls (XXX Parody)                                             | She Wants My Dragon Balls! (XXX Parody) | Dragon Ball                                                                                       | 2016 | Brazzers Network             |
| She-Hulk XXX: An Axel Braun Parody                                                 | | She-Hulk                                                                                          | 2013 | Vivid                        |
| Sherlock: A XXX Parody                                                             | | Sherlock                                                                                          | 2015 | Digital Playground           |
| Sherlock: A XXX Parody Episode 4                                                   | | Sherlock                                                                                          | 2016 | digitalplayground.com        |
| Simpsons: The XXX Parody                                                           | Simpsons: The XXX Parody - Marge and Homer's Sex Tape                                                                                          | Die Simpsons                                                                                      | 2011 | LFP Video Inc                |
| Sister Wives XXX: A Porn Parody                                                    | | Alle meine Frauen                                                                                 | 2011 | Vivid                        |
| Sisters of Anarchy                                                                 | | Sons of Anarchy                                                                                   | 2014 | Digital Playground           |
| Sleeping Beauty XXX: An Axel Braun Parody                                          | | Dornröschen                                                                                       | 2014 | Wicked Pictures              |
| Snow White XXX: An Axel Braun Parody                                               | | Schneewittchen                                                                                    | 2014 | Wicked Pictures              |
| So You Think You Can Dance: A XXX Parody                                           | | So You Think You Can Dance                                                                        | 2013 | K-Beech Video                |
| Space Nuts                                                                         | | diverse Science-Fiction-Filme                                                                     | 2003 | Wicked Pictures              |
| Spartacus MMXII: The Beginning                                                     | | Spartacus                                                                                         | 2012 | Wicked Pictures              |
| Spider-Man XXX 2: An Axel Braun Parody                                             | | Spider-Man                                                                                        | 2014 | Vivid                        |
| Spider-Man XXX: A Porn Parody                                                      | | Spider-Man                                                                                        | 2011 | Vivid                        |
| Spider-Man: A Gay XXX Parody                                                       | | Spider-Man                                                                                        | 2017 | MEN.com                      |
| Spiderman: A Gay XXX Parody 1                                                      | Spiderman: A Gay XXX Parody Part 1 | Spider-Man                                                                                        | 2017 | MEN.com                      |
| Spiderman: A Gay XXX Parody 2                                                      | Spiderman: A Gay XXX Parody Part 2 | Spider-Man                                                                                        | 2017 | MEN.com                      |
| Spiderman: A Gay XXX Parody 3                                                      | Spiderman: A Gay XXX Parody Part 3 | Spider-Man                                                                                        | 2017 | MEN.com                      |
| SpongeKnob SquareNuts: The XXX Parody                                              | | SpongeBob Schwammkopf                                                                             | 2013 | woodrocket.com               |
| Spunk’d – The Movie                                                                | | Punk’d                                                                                            | 2007 | 6969 Entertainment           |
| Star Trek: A Gay XXX Parody 1                                                      | Star Trek: A Gay XXX Parody Part 1 | Star Trek                                                                                         | 2016 | MEN.com                      |
| Star Trek: A Gay XXX Parody 2                                                      | Star Trek: A Gay XXX Parody Part 2 | Star Trek                                                                                         | 2017 | MEN.com                      |
| Star Trek The Next Generation: A XXX Parody                                        | Star Trek: The Next Generation: A XXX Parody                                                                                                   | Star Trek: Die nächste Generation                                                                 | 2011 | Digital Sin                  |
| Star Trek: A Gay XXX Parody                                                        | | Star Trek                                                                                         | 2017 | MEN.com                      |
| Star Trek: A Gay XXX Parody 3                                                      | Star Trek: A Gay XXX Parody Part 3 | Star Trek                                                                                         | 2017 | MEN.com                      |
| Star Trexxx: The Captain's Seed (XXX Parody)                                       | | Star Trek                                                                                         | 2016 | Brazzers Network             |
| Star Wars 1: A Gay XXX Parody                                                      | | Star Wars                                                                                         | 2015 | MEN.com                      |
| Star Wars 2: A Gay XXX Parody                                                      | | Star Wars                                                                                         | 2016 | MEN.com                      |
| Star Wars 3: A Gay XXX Parody                                                      | | Star Wars                                                                                         | 2016 | MEN.com                      |
| Star Wars 4: A Gay XXX Parody                                                      | | Star Wars                                                                                         | 2016 | MEN.com                      |
| Star Wars 5: A Gay XXX Parody                                                      | | Star Wars                                                                                         | 2016 | MEN.com                      |
| Star Wars 6: A Gay XXX Parody                                                      | | Star Wars                                                                                         | 2016 | MEN.com                      |
| Star Wars 7: A Gay XXX Parody                                                      | | Star Wars                                                                                         | 2016 | MEN.com                      |
| Star Wars 8: A Gay XXX Parody                                                      | | Star Wars                                                                                         | 2017 | MEN.com                      |
| Star Wars Underworld: a XXX Parody                                                 | | Star Wars                                                                                         | 2016 | Digital Playground           |
| Star Wars XXX Parody                                                               | A Star Wars XXX Parody | Star Wars                                                                                         | 2016 | manyvids.com                 |
| Star Wars XXX: A Porn Parody                                                       | | Star Wars                                                                                         | 2012 | Vivid                        |
| Star Wars: A Gay XXX Parody                                                        | | Star Wars                                                                                         | 2016 | MEN.com                      |
| Star Wars: the Last Temptation                                                     | Star Wars: the Last Temptation - A DP XXX Parody                                                                                               | Star Wars                                                                                         | 2017 | Digital Playground           |
| Star Whores: Princess Lay (XXX Parody)                                             | | Star Wars                                                                                         | 2016 | Brazzers Network             |
| Star Wrecked: A DP XXX Parody                                                      | | Star Trek: Deep Space Nine                                                                        | 2017 | digitalplayground.com        |
| Storm Of Kings XXX Parody 1                                                        | Storm Of Kings XXX Parody: Part 1 | Game of Thrones                                                                                   | 2016 | Brazzers Network             |
| Storm Of Kings XXX Parody 2                                                        | Storm Of Kings XXX Parody: Part 2 | Game of Thrones                                                                                   | 2016 | Brazzers Network             |
| Storm Of Kings XXX Parody 3                                                        | Storm Of Kings XXX Parody: Part 3 | Game of Thrones                                                                                   | 2016 | Brazzers Network             |
| Storm Of Kings XXX Parody 4                                                        | Storm Of Kings XXX Parody: Part 4 | Game of Thrones                                                                                   | 2016 | Brazzers Network             |
| Stranger Things - A XXX Parody                                                     | | Stranger Things                                                                                   | 2017 | jasonsparkslive.com          |
| Strap-on Idol                                                                      | Strap-On Idol: a Fetish XXX Parody |                                                                                                   | 2011 | Severe Society Films         |
| Strokemon: The XXX Parody                                                          | Strokémon: The XXX Parody | Pokémon                                                                                           | 2015 | woodrocket.com               |
| Suicide Squad XXX: An Axel Braun Parody                                            | | Suicide Squad                                                                                     | 2016 | Wicked Pictures              |
| Super Mario Femdom Ballbusting Sex Parody With Princess Skylar Madison             | | Super Mario                                                                                       | 2015 | Ultima Entertainment         |
| Supergirl Powerless                                                                | Supergirl Powerless: a Fetish Parody | Supergirl                                                                                         | 2015 | Anastasia Pierce Productions |
| Supergirl XXX: An Axel Braun Parody                                                | | Supergirl                                                                                         | 2016 | Wicked Pictures              |
| Supergirl XXX: An Extreme Comixxx Parody                                           | | Supergirl                                                                                         | 2011 | Exquisite                    |
| Superman vs. Spider-Man XXX: An Axel Braun Parody                                  | | Superman gegen Spider-Man                                                                         | 2012 | Vivid                        |
| Superman XXX: A Porn Parody                                                        | | Superman                                                                                          | 2011 | Vivid                        |
| Taboo Family Vacation 2: A XXX Taboo Parody                                        | |                                                                                                   | 2016 | Desperate Pleasures          |
| Taboo Family Vacation: An XXX Taboo Parody                                         | Taboo Family Vacation: An XXX Taboo Parody! |                                                                                                   | 2015 | Desperate Pleasures          |
| Tarzan: A Gay XXX Parody 1                                                         | Tarzan: A Gay XXX Parody Part 1 | Tarzan                                                                                            | 2016 | MEN.com                      |
| Tarzan: A Gay XXX Parody 2                                                         | Tarzan: A Gay XXX Parody Part 2 | Tarzan                                                                                            | 2016 | MEN.com                      |
| Tarzan: A Gay XXX Parody                                                           | | Tarzan                                                                                            | 2016 | MEN.com                      |
| Tarzan: A Gay XXX Parody 3                                                         | Tarzan: A Gay XXX Parody Part 3 | Tarzan                                                                                            | 2016 | MEN.com                      |
| Taxi Driver: A XXX Parody                                                          | Taxi Driver: A Pleasure Dynasty Parody | Taxi Driver                                                                                       | 2011 | Pleasure Dynasty             |
| Taxi: A Hardcore Parody                                                            | Taxi A Hardcore Parody | Taxi                                                                                              | 2010 | Vouyer Media                 |
| The Grinch: A XXX Parody                                                           | | Der Grinch                                                                                        | 2016 | ScrewBox                     |
| The Penetator                                                                      | | Terminator                                                                                        | 1991 | HIP Video                    |
| This Ain’t a XXX Parody It's a Midget Movie                                        | | Kleinwüchsige                                                                                     | 2009 | White Ghetto                 |
| This Ain’t American Horror Story XXX                                               | | American Horror Story                                                                             | 2015 | Hustler Video                |
| This Ain’t American Chopper XXX                                                    | | American Chopper                                                                                  | 2011 | Hustler Video                |
| This Ain’t Avatar XXX                                                              | | Avatar – Aufbruch nach Pandora                                                                    | 2010 | Hustler Video                |
| This Ain’t Avatar XXX 2: Escape From Pandwhora                                     | This Ain’t Avatar 2 XXX 3D: Escape From Pandwhora                                                                                              | Avatar – Aufbruch nach Pandora                                                                    | 2012 | Hustler Video                |
| This Ain’t Bad Girls Club XXX                                                      | | Bad Girls                                                                                         | 2010 | Hustler Video                |
| This Ain’t Beverly Hills 90210 XXX                                                 | | Beverly Hills 90210                                                                               | 2009 | Hustler Video                |
| This Ain’t Boardwalk Empire XXX                                                    | | Boardwalk Empire                                                                                  | 2014 | Hustler Video                |
| This Ain’t Celebrity Apprentice XXX                                                | |                                                                                                   | 2010 | Hustler Video                |
| This Ain’t Celebrity Fit Club Boot Camp XXX                                        | |                                                                                                   | 2010 | Hustler Video                |
| This Ain’t Charmed XXX                                                             | | Charmed – Zauberhafte Hexen                                                                       | 2010 | Hustler Video                |
| This Ain’t Cheaters XXX                                                            | |                                                                                                   | 2010 | Hustler Video                |
| This Ain’t Community XXX                                                           | | Community                                                                                         | 2012 | Hustler Video                |
| This Ain’t Conan The Barbarian XXX                                                 | | Conan der Barbar                                                                                  | 2011 | Hustler Video                |
| This Ain’t Cops XXX                                                                | | Cops                                                                                              | 2010 | Hustler Video                |
| This Ain’t Cougar Town XXX                                                         | | Cougar Town                                                                                       | 2011 | Hustler Video                |
| This Ain’t Curb Your Enthusiasm XXX                                                | | Lass es, Larry!                                                                                   | 2010 | Hustler Video                |
| This Ain’t Dancing with the Stars XXX                                              | | Dancing with the Stars                                                                            | 2010 | Hustler Video                |
| This Ain’t Die Hard XXX                                                            | | Stirb langsam                                                                                     | 2013 | Hustler Video                |
| This Ain’t Dirty Jobs XXX                                                          | | Dirty Jobs                                                                                        | 2010 | Hustler Video                |
| This Ain’t Dracula XXX                                                             | | Dracula                                                                                           | 2011 | Hustler Video                |
| This Ain’t Duck Dynasty XXX                                                        | | Duck Dynasty                                                                                      | 2014 | Hustler Video                |
| This Ain’t ESPN XXX                                                                | | ESPN                                                                                              | 2011 | Hustler Video                |
| This Ain’t Fallout XXX This is a Parody                                            | | Fallout                                                                                           | 2016 | Hustler Video                |
| This Ain’t Fast & Furious XXX                                                      | This Ain’t Fast & Furious XXX | Fast & Furious                                                                                    | 2014 | Hustler Video                |
| This Ain’t Fox News XXX                                                            | | Fox News Channel                                                                                  | 2011 | Hustler Video                |
| This Ain’t Friday Night Lights... It’s A XX Spoof                                  | This Ain’t... Friday Night Lights... It’s A XX Spoof                                                                                           | Friday Night Lights                                                                               | 2012 | White Ghetto                 |
| This Ain’t Game of Thrones XXX                                                     | | Game of Thrones                                                                                   | 2014 | Hustler Video                |
| This Ain’t Ghost Hunters XXX                                                       | | Ghost Hunters                                                                                     | 2009 | Hustler Video                |
| This Ain’t Ghostbusters XXX                                                        | | Ghostbusters – Die Geisterjäger                                                                   | 2011 | Hustler Video                |
| This Isn’t Gilligan’s Island: A XXX Parody                                         | | Gilligans Insel                                                                                   | 2010 | Cherry Boxxx                 |
| This Ain’t Girls XXX                                                               | |                                                                                                   | 2013 | Hustler Video                |
| This Ain’t Glee XXX                                                                | | Glee                                                                                              | 2010 | Hustler Video                |
| This Ain’t Good Times                                                              | | Good Time                                                                                         | 2010 | Evasive Angles               |
| This Ain’t Happy Days XXX 1                                                        | This Ain’t Happy Days XXX | Happy Days                                                                                        | 2009 | Hustler Video                |
| This Ain’t Happy Days XXX 2: Fonzie Luvs Pinky                                     | | Happy Days                                                                                        | 2009 | Hustler Video                |
| This Ain’t Hawaii Five-O XXX                                                       | | Hawaii Five-0                                                                                     | 2010 | Hustler Video                |
| This Ain’t Hell’s Kitchen XXX                                                      | | Hell’s Kitchen – Vorhof zur Hölle                                                                 | 2009 | Hustler Video                |
| This Ain’t Hollywood                                                               | | Hollywood                                                                                         | 2010 | twistysnetwork.com           |
| This Ain’t Hollywood Squares XXX                                                   | | The Hollywood Squares                                                                             | 2011 | Hustler Video                |
| This Ain’t Homeland XXX                                                            | | Homeland                                                                                          | 2013 | Hustler Video                |
| This Ain’t I Dream of Jeannie XXX                                                  | | Bezaubernde Jeannie                                                                               | 2010 | Hustler Video                |
| This Ain’t Intervention XXX                                                        | | Intervention                                                                                      | 2009 | Hustler Video                |
| This Ain’t Jaws XXX                                                                | This Ain’t Jaws XXX 3D | Der weiße Hai                                                                                     | 2012 | Adam & Eve                   |
| This Ain’t Jeopardy XXX                                                            | | Jeopardy!                                                                                         | 2011 | Hustler Video                |
| This Ain’t Lady Gaga XXX                                                           | | Lady Gaga                                                                                         | 2011 | Hustler Video                |
| This Ain’t Modern Family XXX                                                       | | Modern Family                                                                                     | 2015 | Hustler Video                |
| This Ain’t Nurse Jackie XXX                                                        | | Nurse Jackie                                                                                      | 2011 | Hustler Video                |
| This Ain’t Saved By The Bell XXX                                                   | | California High School                                                                            | 2009 | Hustler Video                |
| This Ain’t Star Trek XXX                                                           | This Ain't Star Trek XXX | Star Trek                                                                                         | 2009 | Hustler Video                |
| This Ain’t Star Trek XXX 2: The Butterfly Effect                                   | | Star Trek                                                                                         | 2010 | Hustler Video                |
| This Ain’t Star Trek XXX 3                                                         | | Star Trek                                                                                         | 2013 | Hustler Video                |
| This Ain’t Supernatural XXX                                                        | | Supernatural                                                                                      | 2014 | Hustler Video                |
| This Ain’t Terminator XXX                                                          | | Der Terminator                                                                                    | 2013 | Hustler Video                |
| This Ain’t The Artist XXX                                                          | | The Artist                                                                                        | 2012 | Hustler Video                |
| This Ain’t The Bachelor XXX                                                        | | Der Bachelor                                                                                      | 2010 | Hustler Video                |
| This Ain’t the Barber Shop: It’s a XXX Parody                                      | Can’t Be the Barber Shop: It’s a XXX Parody | Barbershop                                                                                        | 2010 | Evasive Angles               |
| This Ain’t The Expendables XXX                                                     | This Ain’t The Expendables XXX 3D | The Expendables                                                                                   | 2012 | Hustler Video                |
| This Ain’t the Golden Girls XXX                                                    | | Golden Girls                                                                                      | 2015 | Hustler Video                |
| This Ain’t the Interview XXX                                                       | | The Interview                                                                                     | 2015 | Hustler Video                |
| This Ain’t the Munsters XXX                                                        | | The Munsters                                                                                      | 2008 | Hustler Video                |
| This Ain’t The Partridge Family XXX                                                | | Die Partridge Familie                                                                             | 2009 | Hustler Video                |
| This Ain’t the Smurfs XXX                                                          | | Die Schlümpfe                                                                                     | 2012 | Hustler Video                |
| This Ain’t Two and a Half Men XXX                                                  | | Two and a Half Men                                                                                | 2010 | Hustler Video                |
| This Ain't Urban Cowboy XXX                                                        | | Urban Cowboy                                                                                      | 2011 | Hustler Video                |
| This Isn’t Mad Men: The XXX Parody                                                 | | Mad Men                                                                                           | 2010 | Devil’s Film                 |
| This Isn’t Max Hardcore: A XXX Parody                                              | | Max Hardcore                                                                                      | 2010 | Debi Diamond Films           |
| This Isn’t Taxi... a XXX Parody                                                    | | Taxi                                                                                              | 2016 | K-Beech Video                |
| This Isn’t The Bachelor: The XXX Parody                                            | | Der Bachelor                                                                                      | 2011 | Devil's Film                 |
| This Isn’t Twilight: The XXX Parody                                                | | Twilight – Biss zum Morgengrauen                                                                  | 2009 | Devil's Film                 |
| Thor XXX: An Axel Braun Parody                                                     | | Thor                                                                                              | 2013 | Vivid                        |
| Thor XXX: An Extreme Comixxx Parody                                                | | Thor                                                                                              | 2012 | Exquisite                    |
| Throbin Hood                                                                       | This Ain't Robin Hood: A XXX Parody / Throbin Hood Prince Of Beaves                                                                            | Robin Hood                                                                                        | 1998 | Dreamland Video              |
| TMSleaze                                                                           | TM Sleaze: A XXX Parody | TM Sleaze                                                                                         | 2009 | 3rd Degree                   |
| Tomb Raider XXX: An Exquisite Films Parody                                         | | Tomb Raider                                                                                       | 2012 | Exquisite Multimedia         |
| Tomb Raper                                                                         | Jewel Raider | Tomb Raider                                                                                       | 2001 | NuTech Digital               |
| Top Guns                                                                           | | Top Gun – Sie fürchten weder Tod noch Teufel                                                      | 2010 | Digital Playground           |
| Top Heavy Chef: A XXX Parody                                                       | | Top Heavy Chef                                                                                    | 2010 | Sex Line Sinema              |
| Training Day: a XXX Parody                                                         | Training Day: a Pleasure Dynasty Parody | Training Day                                                                                      | 2011 | Pleasure Dynasty             |
| Ten Inch Mutant Ninja Turtles: The XXX Parody                                      | Ten Inch Mutant Ninja Turtles | Teenage Mutant Ninja Turtles                                                                      | 2016 | WoodRocket                   |
| Tru: A XXX Parody                                                                  | |                                                                                                   | 2010 | New Sensations               |
| True Detective: a XXX Parody                                                       | | True Detective                                                                                    | 2015 | Digital Playground           |
| True Detective: A XXX Parody 1                                                     | True Detective: A XXX Parody-Episode 1 | True Detective                                                                                    | 2015 | digitalplayground.com        |
| True Detective: A XXX Parody 2                                                     | True Detective: A XXX Parody-Episode 2 | True Detective                                                                                    | 2015 | digitalplayground.com        |
| True Detective: A XXX Parody 3                                                     | True Detective: A XXX Parody-Episode 3 | True Detective                                                                                    | 2015 | digitalplayground.com        |
| True Detective: A XXX Parody 4                                                     | True Detective: A XXX Parody-Episode 4 | True Detective                                                                                    | 2015 | digitalplayground.com        |
| TV's Greatest Parody Hits                                                          | | Zusammenstellung                                                                                  | 2009 | Hustler Video                |
| Twilight Zone Porn Parody                                                          | | Twilight Zone                                                                                     | 2010 | Hustler Video                |
| Twink Peaks: A Gay XXX Parody                                                      | | Twin Peaks                                                                                        | 2017 | MEN.com                      |
| Twink Scouts XXX: A Porn Parody                                                    | |                                                                                                   | 2013 | SaggerzSkaterz.com           |
| Vampirella: A XXX Parody                                                           | | Vampirella                                                                                        | 2016 | Brazzers Network             |
| Video Game Cosplay League Of Legends Parody Ballbusting Sex                        | | League of Legends                                                                                 | 2015 | Ultima Entertainment         |
| Walking Dead: A Hardcore Parody                                                    | | The Walking Dead                                                                                  | 2013 | Burning Angel                |
| Web of Sperm: A XXX Parody                                                         | | Spider-Man                                                                                        | 2013 | Staxus Productions           |
| Weird Science: A Gay XXX Parody 3                                                  | Weird Science: A Gay XXX Parody Part 3 | L.I.S.A. – Der helle Wahnsinn                                                                     | 2016 | MEN.com                      |
| Welcome Back Kotter XXX: A DreamZone Parody                                        | | Welcome Back, Kotter                                                                              | 2013 | Dream Zone Entertainment     |
| Where the Wild Twinks Are: A XXX Parody                                            | | Wo die wilden Kerle wohnen                                                                        | 2013 | SaggerzSkaterz.com           |
| Who's the Boss: A XXX Parody                                                       | | Wer ist hier der Boss?                                                                            | 2010 | New Sensations               |
| The Whore of Wall Street                                                           | | The Wolf of Wall Street                                                                           | 2014 | Brazzers                     |
| Wife Swap: The Exploited Parody                                                    | | Wife Swap                                                                                         | 2014 | Pulse Distribution           |
| WKRP in Cincinnati: A XXX Parody                                                   | |                                                                                                   | 2009 | New Sensations               |
| Wolf Within: A DP XXX Parody                                                       | The Wolf Within: A DP XXX Parody |                                                                                                   | 2018 | digitalplayground.com        |
| Wolverine XXX: A Porn Parody                                                       | | Wolverine                                                                                         | 2013 | Vivid                        |
| Wonder Woman Interactive: A XXX Adventure Game Parody                              | | Wonder Woman                                                                                      | 2012 | Exquisite                    |
| Wonder Woman vs Poison Ivy: A Fetish Parody                                        | | Wonder Woman                                                                                      | 2015 | Anastasia Pierce Productions |
| Wonder Woman Vs. Superman - A Ballbusting XXX Porn Parody With Norah Nova          | | Wonder Woman                                                                                      | 2017 | Ultima Entertainment         |
| Wonder Woman XXX: A Hardcore Parody                                                | | Wonder Woman                                                                                      | 2010 | Mile High                    |
| Wonder Woman XXX: An Axel Braun Parody                                             | | Wonder Woman                                                                                      | 2015 | Vivid                        |
| Wonder Woman: A Fetish Parody                                                      | | Wonder Woman                                                                                      | 2015 | Anastasia Pierce Productions |
| Wonder Woman: A XXX Parody                                                         | | Wonder Woman                                                                                      | 2016 | Brazzers Network             |
| Wonder Woman: A XXX Trans Parody                                                   | | Wonder Woman                                                                                      | 2017 | transangels.com              |
| X-Men: A Gay XXX Parody 2                                                          | X-Men: A Gay XXX Parody Part 2 | X-Men                                                                                             | 2016 | MEN.com                      |
| X-Men: A Gay XXX Parody 4                                                          | X-Men: A Gay XXX Parody Part 4 | X-Men                                                                                             | 2016 | MEN.com                      |
| X-Men XXX: An Axel Braun Parody                                                    | | X-Men                                                                                             | 2013 | Vivid                        |
| X-Men: A Gay XXX Parody                                                            | | X-Men                                                                                             | 2016 | MEN.com                      |
| Xena XXX: An Exquisite Films Parody                                                | | X-Men                                                                                             | 2012 | Exquisite                    |
| XXX Adventures of Hawkman and Hawkgirl: An Extreme Comixxx Parody                  | | X-Men                                                                                             | 2013 | Extreme Comixxx              |
| XXX-Men: Psylocke vs Magneto (XXX Parody)                                          | | X-Men                                                                                             | 2016 | Brazzers Network             |
| XXX-Men: Shagging the Shapeshifter (XXX Parody)                                    | | X-Men                                                                                             | 2016 | Brazzers Network             |
| Zelda Flesh of the Wild: A DP XXX Parody                                           | | The Legend of Zelda                                                                               | 2017 | digitalplayground.com        |
| Zorro XXX: A Pleasure Dynasty Parody                                               | | Zorro                                                                                             | 2011 | Jama Entertainment           |